# Oberscheid (Pfälzerwald)
Die Oberscheid ist ein 582,3 m ü. NHN hoher Berg im Mittleren Pfälzerwald, einem Teil des Pfälzerwaldes. Der Berg liegt auf der Gemarkung der kreisfreien Stadt Neustadt an der Weinstraße in Rheinland-Pfalz.

## Geographie

### Lage

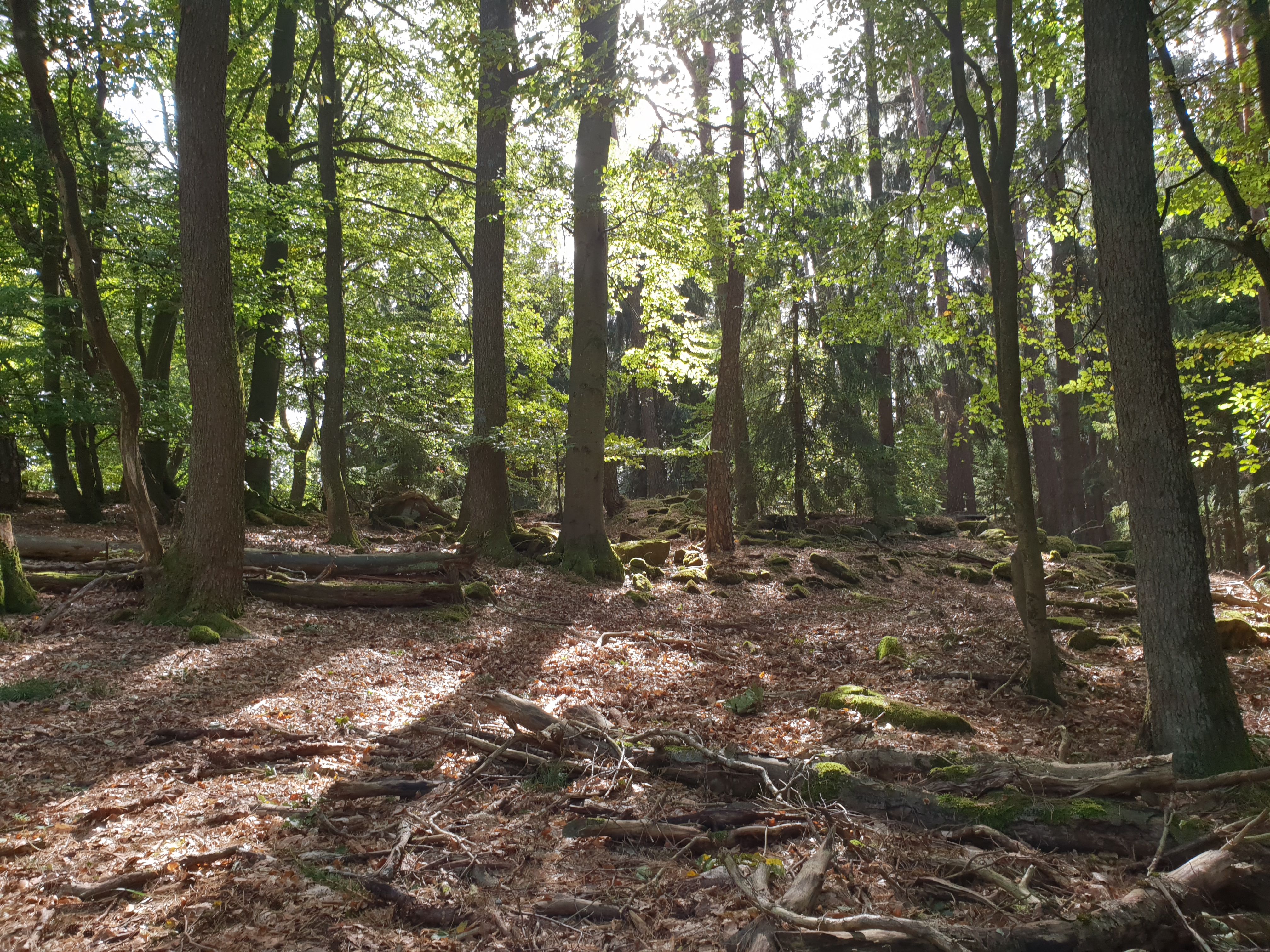
Gipfelbereich

Die Oberscheid liegt im Biosphärenreservat Pfälzerwald-Vosges du Nord und im Naturpark Pfälzerwald. Ihr Gipfel erhebt sich in Luftlinie 3,0 km südwestlich von der Hohen Loog (618,7 m), 2,2 km nordwestlich der Kalmit (672,6 m) sowie 6,7 km südwestlich von Neustadt an der Weinstraße. Der Berg gehört mit dem Kropfsberg (517,1 m), dem Studerbildkopf (478,9 m) und dem Hohen Kopf (464,7 m) zu einem zwischen dem Argenbachtal im Südwesten und Höllischtal im Nordosten liegenden Höhenzug. Im Norden grenzt der Berg über den Passübergang Hellerplatz an die Platte, im Süden über den Totenkopf an den Rotsohlberg.
Der Berg ist vollständig mit Mischwald hauptsächlich aus Kiefern und Buchen bewaldet.

### Naturräumliche Zuordnung
Die Oberscheid gehört zum Naturraum Pfälzerwald, der in der Systematik des von Emil Meynen und Josef Schmithüsen herausgegebenen Handbuches der naturräumlichen Gliederung Deutschlands und seinen Nachfolgepublikationen als Großregion 3. Ordnung klassifiziert wird. Betrachtet man die Binnengliederung des Naturraums, so gehört sie zum Mittleren Pfälzerwald.
Zusammenfassend folgt die naturräumliche Zuordnung der Oberscheid damit folgender Systematik:
1. Großregion 1. Ordnung: Schichtstufenland beiderseits des Oberrheingrabens
2. Großregion 2. Ordnung: Pfälzisch-Saarländisches Schichtstufenland
3. Großregion 3. Ordnung: Pfälzerwald
4. Region 4. Ordnung (Haupteinheit): Mittlerer Pfälzerwald

## Zugang und Wandern
Über die Oberscheid führen verschiedene Wanderwege zwischen den Passhöhen Totenkopf und Hellerplatz, auf denen sich mit der Totenkopfhütte und dem Hellerplatzhaus bewirtschaftete Hütten des Pfälzerwald-Vereins befinden. Am Totenkopf befinden sich an der Totenkopfstraße zwei Wanderparkplätze. Im Osten kann in das Finstertal abgestiegen werden. Zum Gipfel führt kein Wanderweg. Ein schmaler Wanderpfad führt nahe am Gipfel vorbei.